# Anatra D
L'Anatra D est un avion de reconnaissance de l'Armée de l'air impériale russe utilisé lors de la Première Guerre mondiale.

## Origine
Biplace de reconnaissance dessiné par Élysée Alfred Descamps, c'était un biplan à ailes inégales non décalées dont la structure était en bois. Le moteur avait un capot en aluminium, le fuselage avant recevait un revêtement en contreplaqué à l’avant, la partie arrière et les ailes étant entoilées. Le train d’atterrissage était classique, fixe avec essieu.
La construction du prototype débuta au cours de l’été 1915 et le premier vol eut lieu en décembre de la même année. Difficile à manier, l’appareil dut être modifié, en particulier en avançant le centre de gravité. La mise au point de l’appareil fut assez rapide, aboutissant à un avion relativement performant, le capitaine D.A.Makarov effectuant plusieurs loopings avec un Anatra D en mai et juin 1917. Il fut donc commandé en série et un biplace d’école en double-commande essayé en mai 1917.

## Versions

### Anatra D, Anade
Les premiers exemplaires sortirent d’usine le 16 mai 1916 et 170 furent construits entre 1916 et 1917 avec un moteur Gnome monosoupape de 100 ch. Ces appareils, qui subirent quelques modifications de détail en cours de production, furent utilisés de façon intensive durant les derniers mois de la Première Guerre mondiale puis durant la guerre civile russe.

### Anacler
Quelques Anatra D à moteur Clerget furent construits.

### Anatra DS, Anasal
Le 25 juillet 1916 l’Anatra D no 14 de série effectua son premier vol avec un moteur Salmson de150 ch, entrainant une nouvelle hélice dessinée par l’ingénieur Grigorashvili et qui améliorait à elle seule la vitesse de 7 km/h. Le radiateur était reporté sur les flancs du fuselage dont le revêtement était entièrement en bois. L’armement était également modifié, l’ingénieur Dekan ayant mis au point un système de synchronisation permettant à une mitrailleuse Vickers de tirer à travers l’hélice. Cet appareil stable, agréable à piloter et capable de faire face aux chasseurs Albatros fut produit à environ 70 exemplaires en 1917.

### Anatra DSS
En février 1917 quelques Anatra DS furent produits avec un moteur Salmson de 160 ch et des modifications de détail furent faites.

### Khioni-5
En 1923 V.N. Khioni découvrit un stock de pièces détachées destinées à la production d’Anatra D dans l’ancienne usine Anatra, devenu l'Atelier de réparation aéronautique no 7.  À partir de ce matériel il réalisa le prototype d’un biplan d’école à ailes décalées qui se comporta remarquablement bien en vol. L’Armée rouge n’avait pas de besoin particulier en matière d’avion d’école mais il s’avéra que le nouveau biplan pouvait être utilisé efficacement pour la lutte contre les insectes dans l’Extrême-Orient russe en installant un réservoir à la place du poste avant et un dispositif de pulvérisation sous le fuselage. 30 appareils, également désignés Koniok-Gorbunok, furent donc construits dans l’ancienne usine Lebedev de Penza (GAZ-7) et utilisés jusqu’en 1928.